# Bronx High School of Science
Die Bronx High School of Science ist eine öffentlich finanzierte weiterführende Schule im New Yorker Stadtteil Bronx. Sie ist ausgerichtet auf eine spezielle Förderung von hochbegabten Schülern vorwiegend im Bereich der Mathematik und der Naturwissenschaften, aber auch in den Geistes- und Sozialwissenschaften. Die Auswahl der Schüler erfolgt auf der Basis eines als Specialized High Schools Admissions Test (SHSAT) bezeichneten Zugangstests. Dieser Test, der neben der Bronx High School of Science auch von einigen anderen Spezialschulen in New York genutzt wird, steht allen Schülern offen, die in Bezug auf Alter und schulische Leistungen bestimmte Mindestvoraussetzungen erfüllen. Aufgrund der öffentlichen Finanzierung ist der Besuch der Schule kostenfrei. Der Unterricht erfolgt von der neunten bis zur zwölften Jahrgangsstufe. Die Schule steht unter Aufsicht des New York City Department of Education.
Die Gründung der zunächst auf Jungen beschränkten Schule erfolgte 1938 durch einen Beschluss des Bildungsrates (Board of Education) der Stadt New York. Ab dem Jahr 1946 wurden auch Mädchen aufgenommen. 13 Jahre später bezog die Schule das noch heute genutzte Gebäude. Die Zahl der Schüler lag im Schuljahr 2018–2019 bei 3.020, die von etwa 140 Lehrern unterrichtet und betreut werden. Dabei ist der Anteil der Lehrer mit abgeschlossener Promotion deutlich höher als an anderen Sekundarschulen. Neue Lehrer werden nach einem System ausgewählt, das mit dem Berufungsverfahren für Professoren an Hochschulen vergleichbar ist. Zur Ausstattung der Schule gehören neben Computerkabinetten und wissenschaftlichen Experimentallaboren auch eine Wetterstation, ein Planetarium, Gewächshäuser und ein Fremdsprachenzentrum.
Nahezu alle Schüler der Bronx High School of Science absolvieren nach dem Schulabschluss ein Hochschulstudium, viele davon an den in der Ivy League zusammengefassten Universitäten. Unter den Absolventen sind acht Nobelpreisträger (Leon N. Cooper, Sheldon L. Glashow, Steven Weinberg, Melvin Schwartz, Russell A. Hulse, H. David Politzer, Roy J. Glauber, Robert J. Lefkowitz), mehr als für jede andere Sekundarschule in der Welt und auch mehr als für viele renommierte Universitäten. Darüber hinaus haben sechs Absolventen in ihrem späteren Leben einen Pulitzer-Preis gewonnen, sechs sind mit der National Medal of Science ausgezeichnet worden.
Unter den Mitgliedern der National Academy of Sciences sind etliche (Stand 2008:  29) Absolventen der Bronx High School of Science, was rund 1,5 Prozent der etwa 2.000 Mitglieder der Akademie entspricht. Weitere bekannte Absolventen sind der Mathematiker Barry Mazur, die Informatiker Marvin Minsky, Gregory Chaitin, Martin Hellman und Leslie Lamport, der Synthesizer-Pionier Robert Moog, der Schauspieler Jon Cryer, der Schriftsteller E. L. Doctorow und der Architekt Daniel Libeskind.